# 코르나티 제도

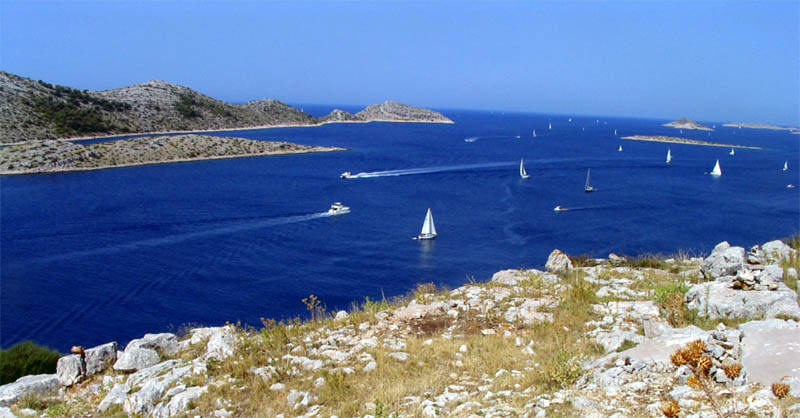
코르나티 제도

코르나티 제도(크로아티아어: Kornati)는 아드리아해에 위치한 크로아티아의 군도로 길이는 35km, 면적은 320km2이다. 행정 구역상으로는 시베니크크닌주에 속하며 달마티아 북부에 위치한다. 북쪽에는 자다르, 동쪽에는 시베니크가 위치한다. 코르나티 제도는 코르나트섬, 주트섬을 비롯한 140여 개에 달하는 크고 작은 섬들로 구성되어 있으며 국립공원으로 지정되어 있다. 코르나티 제도에서 가장 큰 섬은 코르나트섬이다.